# Ligament poplitéo-fibulaire
Le ligament poplitéo-fibulaire est un ligament de l'articulation fémoro-tibiale. 

## Description
Le ligament poplitéo-fibulaire une fine lame ligamentaire tendue entre la jonction du tendon et du corps musculaire du muscle poplité et l'apex de la tête fibulaire. 
Il freine la translation postérieure du tibia lors d'une extension combinée à une rotation externe de l'articulation. 